# Kastilie – La Mancha
Kastilie-La Mancha (španělsky Castilla-La Mancha) je jedno ze 17 autonomních společenství. Rozkládá se v jižní polovině španělského vnitrozemí. Většina regionu tvořila součást historické španělské provincie Nová Kastilie, zatímco provincie Albacete byla součástí historické provincie Království Murcie. Metropolí regionu je starobylé město Toledo, přestože město Albacete je podstatně větší.
La Mancha byla proslavena románem o Donu Quijotovi de la Mancha, v knize je popisováno jeho putování po Kastilii La Mancha.

## Symboly

### Vlajka
Vlajka Kastilie – La Manchy je tvořena listem o poměru stran 2:3 se dvěma svislými pruhy karmínovým a bílým. Uprostřed karmínového pruhu je tmavě žlutý hrad se třemi věžemi.

### Znak
Znak Kastilie – La Manchy reprodukuje kompozici vlajky. Jde o polcený štít, v (heraldicky) pravém, karmínovém poli je zlatý hrad se třemi věžemi, levé pole je stříbrné. Na štít je položena koruna.

## Geografie
Region na západě hraničí s autonomním společenstvím Extremadurou; na jihu s autonomními společenstvími Andalusie a Murcie; na východě s autonomním společenstvím Valencie; na severovýchodě s autonomním společenstvím Aragonie; na severu s autonomními společenstvími Madrid a Kastilie a León.
Většina kraje je tvořena suchou a větrnou náhorní plošinou La Mancha s nadmořskou výškou okolo 600 m. Napříč severní částí oblasti protéká řeka Tajo. Další velkou řekou je jižnější Guadiana. Na jihu je Kastilie-La Mancha ohraničena pohořím Sierra Morena.

## Pamětihodnosti
- Toledo, kde se nacházejí památky maurské, židovské i křesťanské
- La Ciudad Encantada – tzv. začarované město
- Sigüenza – středověké město
- národní parky Tablas de Daimiel a Cabañeros

## Administrativní členění

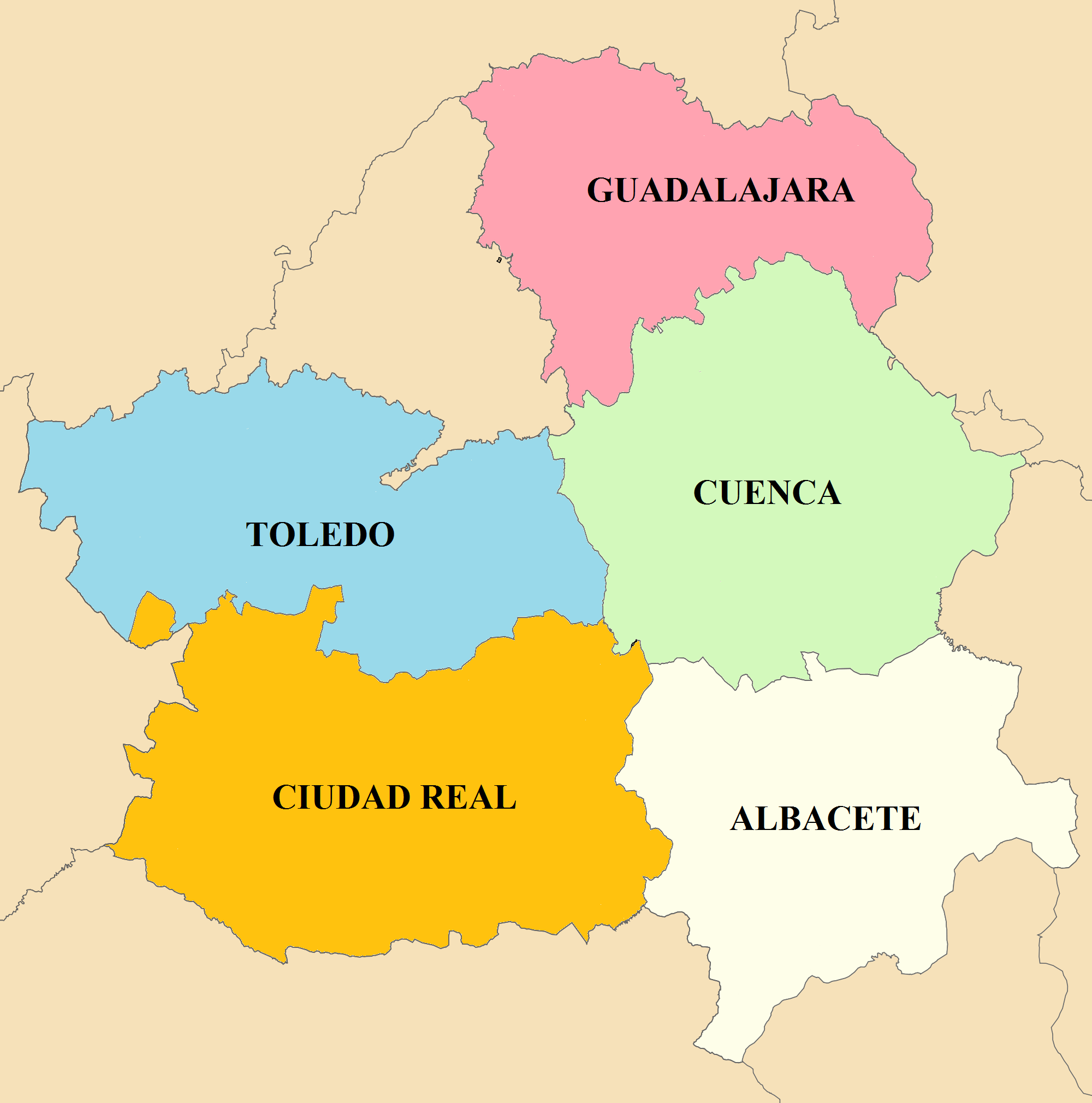
Provincie

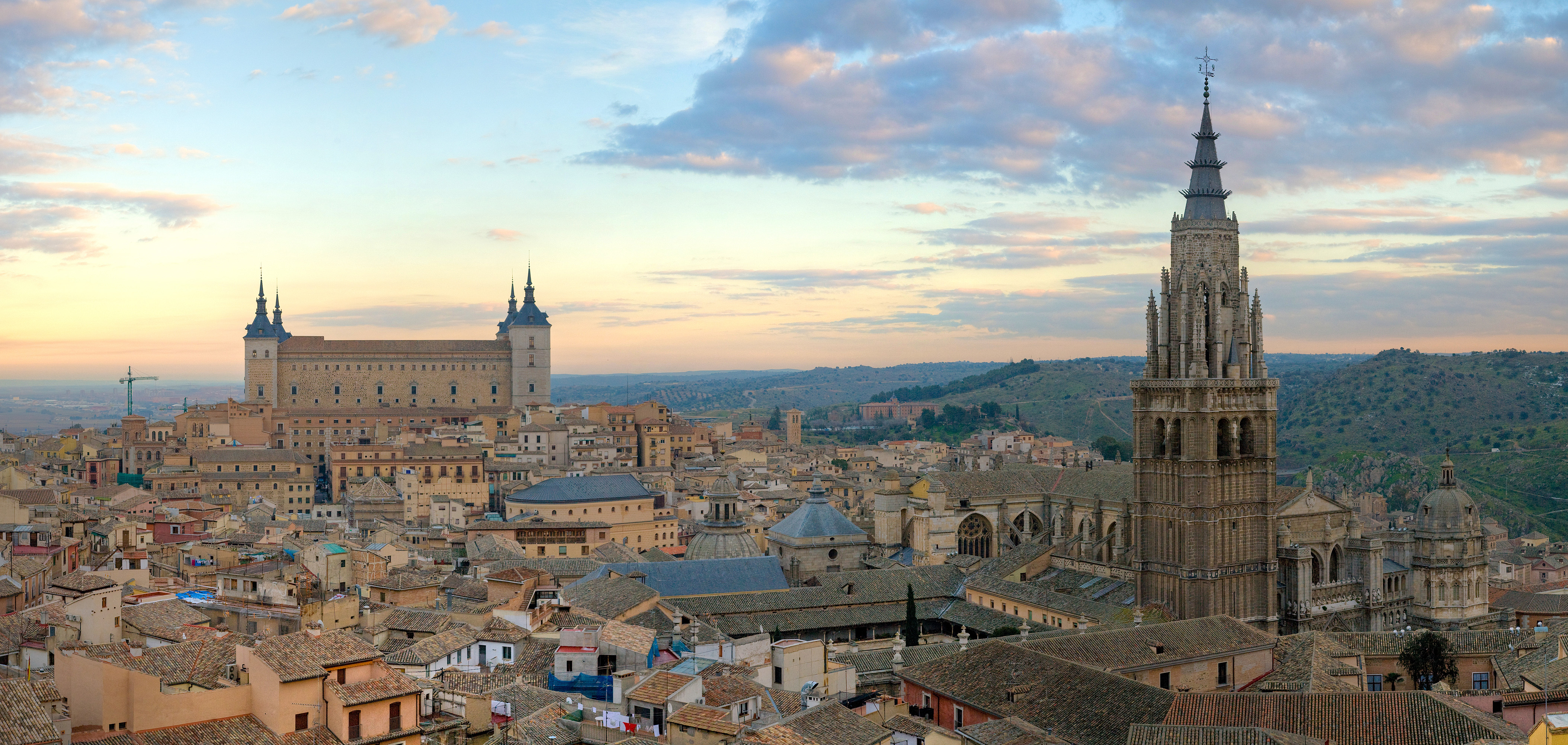
Toledo

Území autonomního společenství se administrativně člení na 5 provincií: Albacete, Ciudad Real, Cuenca, Guadalajara, Toledo.
| Provincie   | Obyvatelé | Rozloha (km²) | Obce | Obvody |
| ----------- | --------- | ------------- | ---- | ------ |
| Albacete    | 396987    | 14 926        | 87   | 7      |
| Ciudad Real | 519613    | 19 813        | 102  | 10     |
| Cuenca      | 207449    | 17 141        | 238  | 4      |
| Guadalajara | 255426    | 12 167        | 288  | 3      |
| Toledo      | 699136    | 15 370        | 204  | 7      |

### Města
| Pořadí | Město                | Obyvatelstvo |
| ------ | -------------------- | ------------ |
| 1.     | Albacete             | 164 771      |
| 2.     | Talavera de la Reina | 85 549       |
| 3.     | Toledo               | 78 618       |
| 4.     | Guadalajara          | 77 925       |
| 5.     | Ciudad Real          | 71 005       |
| 6.     | Cuenca               | 52 980       |
| 7.     | Puertollano          | 50 838       |
| 8.     | Tomelloso            | 35 637       |
| 9.     | Hellín               | 30 366       |
| 10.    | Alcázar de San Juan  | 29 693       |
| 11.    | Valdepeñas           | 28 570       |
| 12.    | Azuqueca de Henares  | 28 155       |
| 13.    | Villarrobledo        | 25 417       |
| 14.    | Almansa              | 25 272       |

## Zemědělství

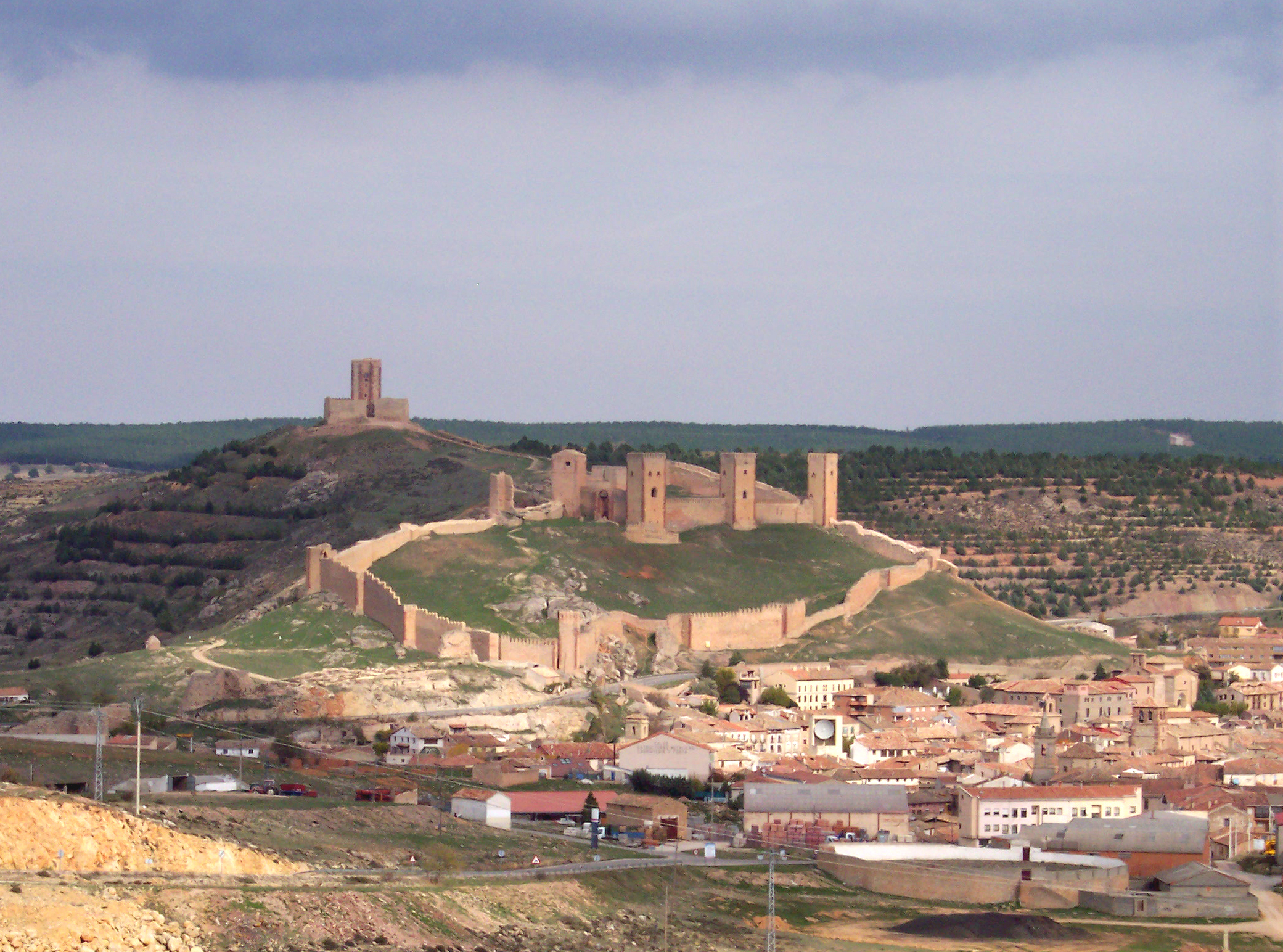
Molina de Aragon, provincie Guadalajara

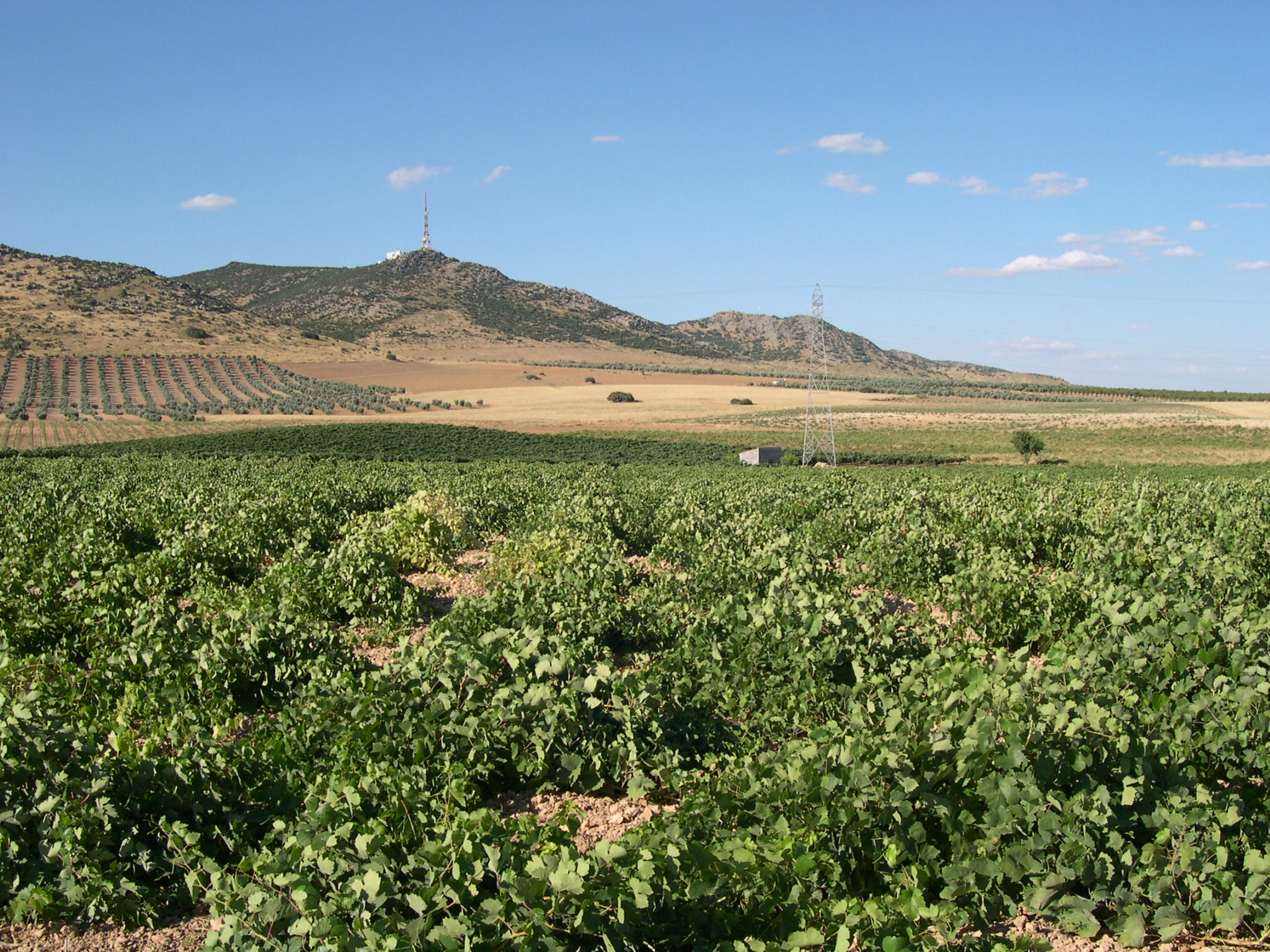
vinice v provincii Ciudad Real

### Česnek
Tento region vyrábí a vyváží spoustu česneku. Ajo morado neboli fialový česnek se nachází v obci las Pedroñas, kde se koná každoroční celosvětový festival česneku. V předešlých letech byla výroba česneku potlačena kvůli nepříznivému počasí a konkurenci z Číny. Nicméně dnes je již výroba na vysoké úrovni.

### Olivový olej
Kastilie-La Mancha je druhou nejdůležitější oblastí pro výrobu olivového oleje, hned za Andalusií. Opět je důraz kladen na vysokou kvalitu, než na produkování velkého množství.

### Šafrán
Dnes téměř tři čtvrtiny světové šafránové produkce je pěstováno ve Španělsku, konkrétně v regionu Kastilla-La Mancha.

## Gastronomie
I když typické pokrmy z tohoto regionu bývají těžká dušená masa a polévky, Pisto Manchego je jedním z nejvíce známých regionálních jídel, a to s mnoha variacemi. Arabského původu je tradiční pisto pouze s červenými a zelenými paprikami, rajčaty a squashem.
Sopa de ajo neboli česneková polévka, je dalším velice známým jídlem po celém Španělsku, vyrobena z česneku, vývaru, oleje, papriky a suchého chleba.
Další známá jídla
- El Asadillo – kousky pečené červené papriky, obložené s česnekem, rajčaty a olejem.
- El Salpicon – mleté telecí maso s cibulí, rajčaty, česnekem, petrželkou a pepřem.
- Ajo Arriero a El Tiznao – grilované kousky tresky vařené v hliněné misce s paprikami, rajčaty, cibulí a česnekem.

Tradiční pastýřská jídla
- Los Gazpachos, v překladu „zimní dušené maso“, které se obvykle v restauracích nepodává, protože jeho příprava je dosti náročná. Skládá se ze dvou částí – dušené maso a velké ploché kusy nekvašených chlebů. Za prvé, se připraví tzv. torta (lívanec), zpravidla velice tenký. Dále přichystáme vývar, do kterého přidáme např. papriky, rajčata, králíka, holubice, kuřecí maso a cokoli dalšího, co je k dispozici na přípravu Gazpachery. V současné době se naštěstí tortas dají zakoupit i v obchodě.
- Migas de Pastor neboli Pastýřské Migas doslova znamenají drobky chleba. Tato chytrá a chutná cesta použitím suchého chleba se jí na celém poloostrově a každý region ve Španělsku má různé variace Migas. Pastýřský styl Migas jsou malé kousky suchého bílého chleba ve směsi s česnekem a slaninou. Migas canas jsou naopak kousky namočené v mléce, posypané cukrem a skořicí. Nakonec Migas mulatas je variace s mlékem a rozpuštěnou čokoládou.